# Rorgon
Cette page présente le prénom Rorgon ainsi que ses variantes.
Rorgon (en latin Rorico) est un prénom masculin d'origine germanique.

## Étymologie et origine
Le prénom Rorgon est dérivé des éléments germaniques hrōd signifiant « gloire » et gair signifiant « lance ». Ce prénom a des racines historiques en Europe, particulièrement durant le Moyen Âge.

## Histoire
Le prénom Rorgon a été porté par plusieurs personnalités historiques, notamment dans les régions qui constituent aujourd'hui la France et l'Allemagne. 

### Personnalités historiques
Il fut principalement porté au sens de la dynastie des comtes du Maine dite des Rorgonides :
- Rorgon Ier du Maine : comte du Maine sous le règne de Charlemagne ;
- Rorgon II du Maine : fils de Rorgon I, également comte du Maine.

Il fut également porté par un fils bâtard de Charles le Chauve, Rorgon, évêque de Laon en 949, prédécesseur d'Adalbéron.

## Variantes et diminutifs
Il n'existe pas de variantes modernes courantes du prénom Rorgon. En raison de sa rareté, il est peu sujet à des diminutifs ou variations.

## Popularité
Le prénom Rorgon est aujourd'hui extrêmement rare et est principalement d'intérêt historique. Il n'est pas couramment utilisé dans les pays francophones ou germanophones modernes.